# ويليام إم. أوليفر
ويليام إم. أوليفر هو قاضي ومحامي وسياسي أمريكي، ولد في 15 أكتوبر 1792 في مقاطعة روكينغهام في الولايات المتحدة، وتوفي في 21 يوليو 1863 في بن يان في الولايات المتحدة. نشط حزبياً في الحزب الديمقراطي. وقد انتخب عضو مجلس ولاية نيويورك ‏ وانتخب عضو مجلس النواب الأمريكي ‏.